# Puaikura FC
Puaikura FC (ehemals Arorangi FC) ist eine Fußballmannschaft aus den Cookinseln und ist beheimatet in Arorangi, auf der Insel Rarotonga. Der Verein spielt derzeit in der höchsten Spielklasse des Landes, dem Cook Islands Round Cup. Unter dem Namen Arorangi FC gewannen sie in den Jahren 1985 und 1987 den Meistertitel und 1985 zudem noch den Cook Islands Cup. 2013 benannte sich das Team in Puaikura FC um nachdem bereits im Jahr 2004 der Verein zwischenzeitlich unter diesem Namen auftrat. Im Jahr 2013 gewann Puaikura zum ersten Mal seit 26 Jahren wieder den Ligatitel und qualifizierte sich damit für die Qualifikation zur OFC Champions League 2014/15. Sie erreichten dort den zweiten Platz, konnten sich damit aber nicht für die Endrunde qualifizieren.
Neben einem Männer- und einem Frauenteam gibt es zudem noch U-14-Jugendmannschaften für jeweils Mädchen und Jungen sowie ein U-17 Juniorenteam.

## Erfolge
- Cook Islands Round Cup: 4

1985, 1987, 2013, 2016
- Cook Islands Cup: 3

1985, 2016, 2017